# المار بورمان
المار بورمان (انگلیسی: Elmar Borrmann؛ زادهٔ ۱۸ ژانویهٔ ۱۹۵۷) شمشیرباز اهل آلمان بود.
وی در مسابقات کشوری و بین‌المللی در مجموع برندهٔ ۲ مدال طلا، ۱ مدال نقره شده‌است.